# Tannhäuser
Tannhäuser (německy Tannhäuser und der Sängerkrieg auf Wartburg, Tannhäuser aneb zpěvoválka na Wartburce) je romantická opera německého skladatele Richarda Wagnera. Skládá se ze tří dějství. Děj se odehrává v Durynsku, konkrétně na hradě Wartburg a v jeho okolí. Světová premiéra se konala 19. října 1845 v Královském dvorním divadle v Drážďanech, dnešní Semperoper. Je to v pořadí pátá Wagnerova opera. Vkládal do ní své naděje, protože ho měla vytrhnout z měšťanského života, kterým opovrhoval.
Děj opery je založen na pozdně středověké legendě o (reálném) minnesängru Tannhäuserovi a legendárním „souboji pěvců“, k němuž mělo podle starších legend dojít těsně po r. 1200 na hradě Wartburg. V opeře vystupuje kromě Tannhäusera i několik dalších historických postav (durynský lankrabě Heřman, minnesängři Walther von der Vogelweide, Wolfram von Eschenbach a Biterolf).
Tannhäuser se dočkal mnoha zpracování, například sám Wagner utvořil, kromě původní Drážďanské verze, i speciální Pařížskou verzi, obohacenou o mnohé prvky romantické opery. Přestože tato opera byla pro Wagnera srdeční záležitostí, nikdy se nedočkala definitivní podoby. Wagnerova vdova Cosima vystihla tuto situaci, když řekla: „Wagner dluží světu svého Tannhäusera. Jeho úmysl vytvořit tak dokonalého Tannhäusera přerušila smrt.“ V současnosti se na divadelních scénách preferuje Pařížská verze.
V Českých zemích se konala premiéra 25. listopadu 1854 ve Stavovském divadle, představení řídil František Škroup.

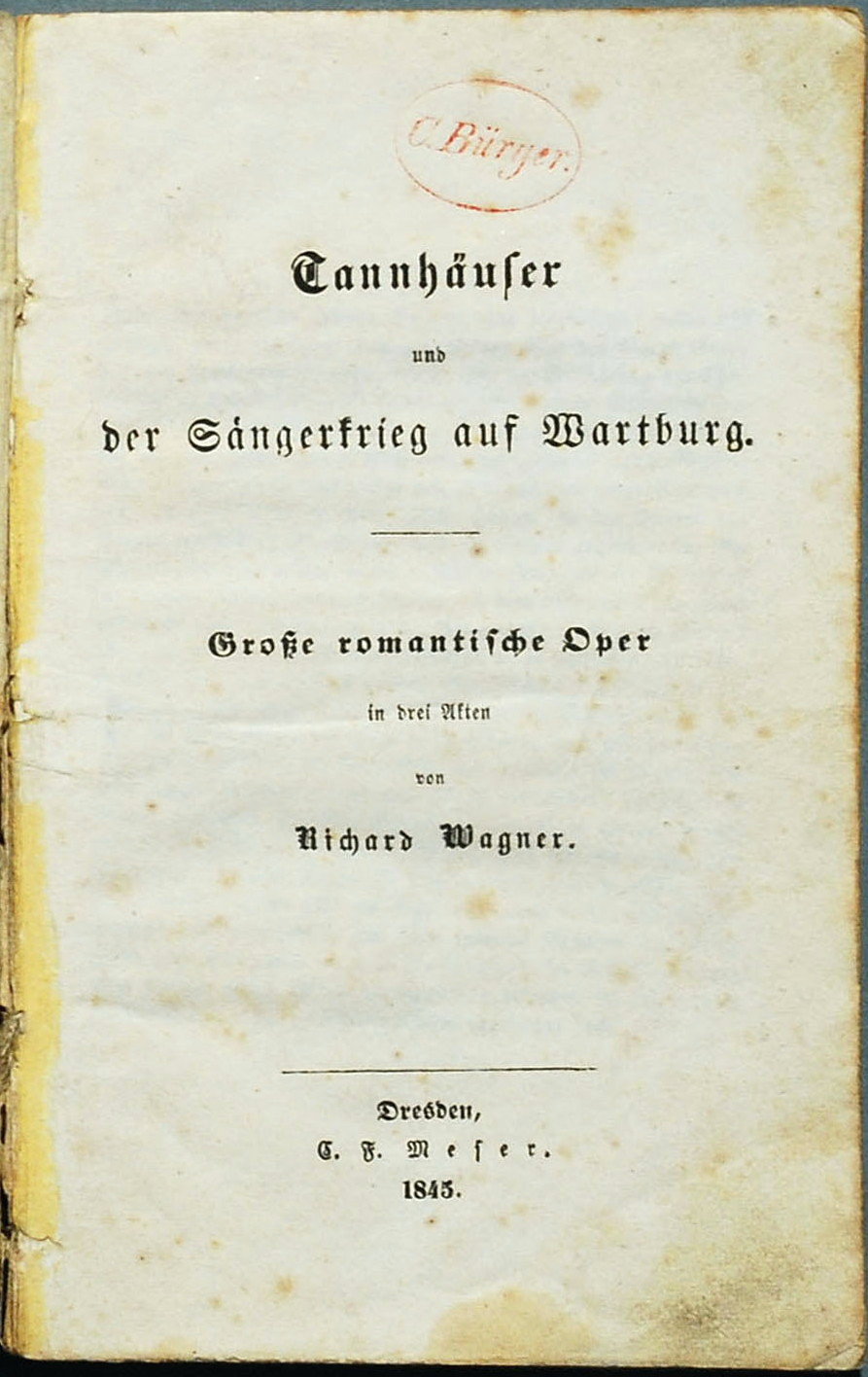
Partitura původního vydání z roku 1845

## Osoby
| Osoby                      | Postavení                 | Hlas              |
| -------------------------- | ------------------------- | ----------------- |
| Tannhäuser                 | rytíř                     | tenor             |
| Hermann                    | lankrabě durynský         | bas               |
| Elisabeth                  | neteř lankraběte          | soprán            |
| Venuše                     | kouzelná bohyně dávnověku | mezzosoprán       |
| Wolfram von Eschenbach     | zpěvák                    | lyrický baryton   |
| Walther von der Vogelweide | zpěvák                    | tenor             |
| Heinrich                   | dvorní písař              | tenor             |
| mladý chlapec              | pastýř                    | soprán            |
| 4 sluhové                  | Panoš a Herold            | 2 soprán a 2 alty |

Poutníci, dvořané, stráže, Venušiny kněžky

## Scénografie
- 1. jednání:
  - 1. obraz - ve Venušině jeskyni
  - 2. obraz - na lesní loučce u potoka
- 2. dějství - síň zpěváků na hradě Wartburg
- 3. dějství - údolí pod hradem Wartburg

## Děj

### První dějství

#### 1. obraz
Opera začíná velkou orchestrální předehrou tzv. „hudbou bakchanálií“. Ve Venušině jeskyni se odehrávají divoké orgie. Tannhäuser se probouzí ve Venušině náručí. Je prosycen životem, naplněným jen životní rozkoší. Touží se vrátit na zem mezi lidi a žádá Venuši, aby ho propustila.
Marně ho Venuše všemožně zdržuje. Tannhäuser se nezalekne ani její kletby, aby ve světě nikdy nenašel klid a štěstí, a jménem Panny Marie se vysvobozuje ze zajetí nemravného světa bohyně lásky.

#### 2. obraz
Tannhäuser vnímá celou duší klid svěží a čisté krásy jarní přírody v nádherném prostředí po vysvobození z Venušina vrchu. Blíží se k němu skupina poutníků. Jejich zpěv vzbudí v Tannhäuserovi touhu po pokání. Durynský lantkrabě Hermann a zpívající rytíři, kteří si vyšli z blízkého hradu Wartburg na lov, ho najdou pohrouženého do zpěvné modlitby. Radostně překvapeni zvou Tannhäusera na Wartburg. Tannhäuser váhá, zda má pozvání do dvorského života přijmout, a obává se, aby se ze své ctnostné cesty nevrátil k Venuši. Jeho neklidná, hledající povaha ho ponouká jít stále dál. Teprve když mu Wolfram von Eschenbach připomene Alžbětu, neteř lantkraběte, a její žal nad Tannhäuserovým zmizením, zatouží po novém životě.

### Druhé dějství
Alžběta šťastně pozdravuje síň, do které od Tannhäuserova odchodu nevkročila a kde ho nyní znovu uvidí (árie „Dich teure Halle“). Wolfram přivádí Tannhäusera a mladí lidé si oboustranně vyznávají náklonnost. Wolfram, který Alžbětu tajně miluje, rozhovor vyslechne a loučí se s nadějí na štěstí. Přicházejí zpěváci a hosté na přátelský pěvecký zápas (sbor „Freudig begrüßen wir die edle Halle“). Námětem zpěvů má být láska a vítěz může Alžbětu požádat o ruku. Jako první vystoupí Wolfram a opěvuje čistou, ctnostnou lásku. Tannhäuser mu oponuje a tvrdí, že pravou podstatou lásky je uspokojení tělesné touhy. Tannhäuserova slova odmítnou i další zúčastnění zpěváci – Walther von der Vogelweide a Biterolf. Vystupňuje svá tvrzení a začne slovně útočit na ostatní. Wolfram se snaží zachránit situaci vznešeným hymnem na lásku, který inspirovalo jeho zřeknutí se Alžběty. Ale Tannhäuser mu nato odpoví hymnem na Venuši. V sále nastane zděšení, rozhořčení rytíři tasí meče. Alžběta se vrhne mezi ně a prosí, aby dali hříšníku možnost pokání. Tannhäuser se vzpamatuje z šílenství. Pozná, že zase prohrál svůj život, a přijímá lankraběcí radu, aby šel jako poutník do Říma a poprosil papeže o odpuštění.

### Třetí dějství
Je podzim. Alžběta klečí před obrazem Matky Boží a modlí se za Tannhäusera. Přicházejí poutníci z Říma, Tannhäuser však mezi nimi není. Alžběta prosí Pannu Marii, aby mohla obětovat svůj život za jeho spasení. Odmítá Wolframův doprovod a vrací se domů. Setmělo se. Do ticha zní Wolframovům večerní píseň (árie „O du mein holder Abendstern“). Pod rouškou noci se blíží zoufalý Tannhäuser. Zamaskoval se jako poutník. Papež mu odepřel rozhřešení a proklel ho: tak jako se suchá hůl v papežově ruce nemůže znovu zazelenat, Tannhäuser nemůže být spasen. Zoufalství, vzdor a nenávist k světu vrhnou Tannhäusera zpět k Venuši. Marně ho Wolfram přemlouvá, Tannhäuser začne vzývat Venuši. Venušina jeskyně se vynoří ze země a otevře se. Bohyně lásky ho vábí k sobě. Wolfram ho v poslední chvíli zachrání zvoláním Alžbětina jména. Venuše zmizí. Z hradu schází pohřební průvod s Alžbětinou rakví. Její smrt vykoupila jeho vinu. Tannhäuser na to v rozrušení umírá. Přicházejí noví poutníci se zprávou o zázraku: Suchá hůl se v papežově ruce zazelenala. (Sborové finále „Heil! Heil! Der Gnade Wunder Heil!“.)